# Grandchamp, Haute-Marne
Grandchamp är en kommun i departementet Haute-Marne i regionen Grand Est (tidigare regionen Champagne-Ardenne) i nordöstra Frankrike. Kommunen ligger i kantonen Prauthoy som tillhör arrondissementet Langres. År 2022 hade Grandchamp 69 invånare.

## Befolkningsutveckling
Antalet invånare i kommunen Grandchamp
| Referens: INSEE |